# Sarcophyton tumulosum
Sarcophyton tumulosum is een zachte koraalsoort uit de familie Alcyoniidae. De koraalsoort komt uit het geslacht Sarcophyton. Sarcophyton tumulosum werd in 2009 voor het eerst wetenschappelijk beschreven door Benayahu & van Ofwegen. 